# Górka Klasztorna
Górka Klasztorna är en by i Storpolens vojvodskap i västra Polen. Górka Klasztorna är en betydande vallfartsort och pilgrimer kommer till den mirakulösa bilden Vår Fru av Górka för att be.
I oktober 1939 inrättade Volksdeutscher Selbstschutz ett provisoriskt koncentrationsläger i klosterbyggnaden i Górka Klasztorna.